# دان هاريس (مخرج)
دان هاريس (بالإنجليزية: Dan Harris)‏ هو كاتب سيناريو ومخرج أمريكي، ولد في 29 أغسطس 1979 في كينغستون في الولايات المتحدة.

## وصلات خارجية
- دان هاريس على موقع IMDb (الإنجليزية)
- دان هاريس على موقع ألو سيني (الفرنسية)
- دان هاريس على موقع أول موفي (الإنجليزية)
- دان هاريس على موقع بوكس أوفيس موجو (الإنجليزية)
- دان هاريس على موقع قاعدة بيانات الأفلام السويدية (السويدية)
- دان هاريس على موقع قاعدة بيانات الفيلم (الإنجليزية)
- دان هاريس على موقع كينوبويسك (الروسية)